# Inhibitory beta-laktamaz
Inhibitory β-laktamaz – naturalne lub syntetyczne związki chemiczne, stosowane w celu zapobiegania oporności na antybiotyki wynikającej z obecności w komórce bakteryjnej β-laktamaz. Związki te są zbliżone budową chemiczną do antybiotyków β-laktamowych, mogą zatem łączyć się z β-laktamazami i dezaktywować je.
Naturalnym inhibitorem jest kwas klawulanowy. Uzyskano też związki syntetyczne o podobnym działaniu: sulbaktam i tazobaktam.

Inhibitory beta-laktamaz
kwas klawulanowy
sulbaktam
tazobaktam
awibaktam (2015)
waborbaktam (2017)
relebaktam (2019)